# Sopotnica (gmina Gadžin Han)
Sopotnica (cyr. Сопотница) – wieś w Serbii, w okręgu niszawskim, w gminie Gadžin Han. W 2011 roku liczyła 179 mieszkańców.